# Tunesische Kommunistische Partei
Die Tunesische Kommunistische Partei (französisch Parti communiste tunisien, arabisch الحزب الشيوعي التونسي, DMG al-Ḥizb aš-Šuyūʿī at-Tūnisī; Kürzel PCT) war eine kommunistische politische Partei in Tunesien. Ihre Parteifarbe war Rot.
Die PCT wurde im Jahre 1934 gegründet, als die Tunesische Föderation der Französischen Kommunistischen Partei (PCF) in eine unabhängige Organisation umgewandelt wurde. Die Tunesische Kommunistische Partei wurde von dem Vichy-Regime im Jahre 1939 verboten, aber 1943 wurde es der Partei erlaubt, wieder legal zu operieren. Ab 1946 war Mohamed Ennafaa der Generalsekretär der Tunesischen Kommunistischen Partei. Dieses Amt übte er bis 1981 aus, als Mohamed Harmel die Führung übernahm. Allerdings wurde die Partei im Jahre 1962 wieder verboten und erst 1981 wieder zugelassen. Am 23. April 1993 wurde die PCT aufgelöst und in die Ettajdid-Bewegung umgewandelt, eine nichtkommunistische Linkspartei.